# Karankawes

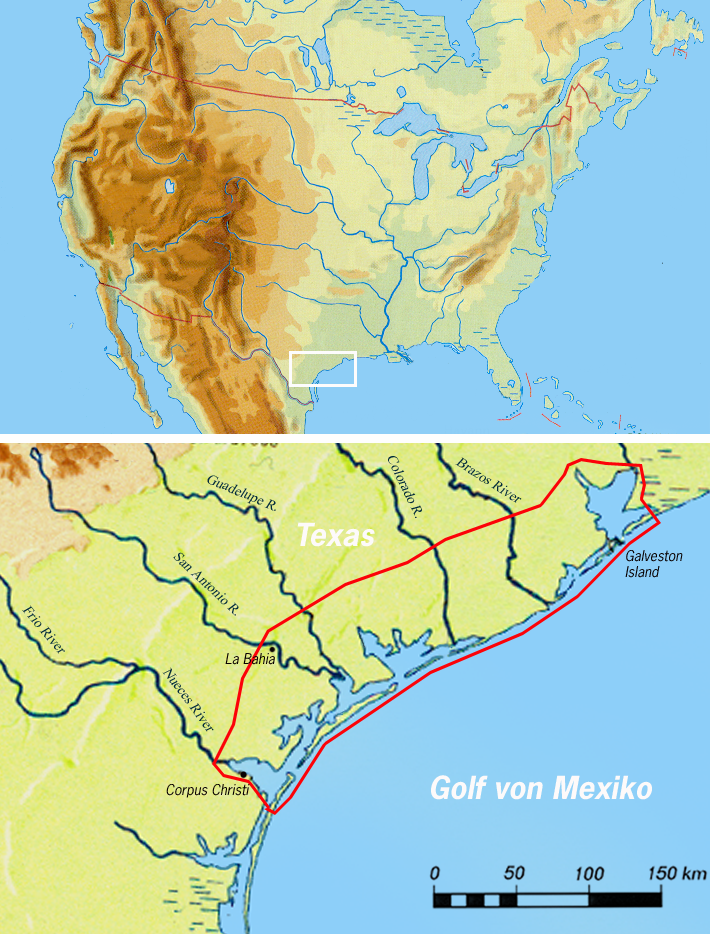
Localització dels karankawa

Els karankawes (també Karankawan, Carancahua, Clamcoëhs i en la seva llengua: Auia) eren una tribu d'amerindis dels Estats Units que parlaven karankawa, una llengua aïllada potser integrada en els hoka. El terme Karankawa ha estat aplicat popularment a un grup de tribus natives americanes que tenien un dialecte i una cultura similar. Aquestes persones es poden identificar més específicament com els Capoques (Cocos), Kohanis, Kopanes, Kronks i tribus Carancaquacas. Van habitar la costa del Golf de Texas des de la Badia de Galveston a l'actual àrea Gran Houston, fins a la badia de Corpus Christi.
L'exposició a les noves malalties infeccioses, la pèrdua de control sobre el seu territori, el conflicte amb els europeus nouvinguts, i la guerra els va portar a l'extinció abans de 1860.

## Llengua
El llenguatge karankawa, del qual només un centenar de paraules es conserven, no es pot classificar, ja se sap molt poc de les llengües de la regió. El significat del nom Karankawa és incert. Es creu que significa "amant dels gossos" o "Ajudant dels gossos" Aquesta significació sembla creïble, ja que els karankawes tenien gossos, que eren llops, coiots o espècies similars.

## Ubicació
Ells vivien al llarg de la costa de Texas en el Golf de Mèxic, prop de la frontera amb Mèxic d'avui dia. Els tonkawes, atakapes, i coahuiltecs eren els seus veïns. Es quedaven en la costa en l'hivern i es movien més cap a l'interior en l'estiu, quan els peixos es traslladaven a aigües profundes i les cloïsses no eren segures per al consum.

## Història

### Especulacions sobre els orígens
Els erudits han especulat que els karankawes eren descendents d'un grup d'indis caribs que van arribar per mar des de la conca del Carib al segle xvii. Això es basa en l'aparença dels karankawa, que es va informar que eren més alt que altres indígenes de la regió i d'aspecte similar als caribs, i que compartien algunes pràctiques culturals com el canibalisme. Estudis lingüístics suggereixen aquesta connexió. No obstant això no hi ha evidència etnogràfica o arqueològica que recolzi aquesta especulació. Viatjaven en canoes grans i gairebé no se'n sap res de llur organització social, llevat que tenien alguns cabdills hereditaris i líders guerrers.

### Trobada amb els espanyols
Els karankawes eren nòmades en 1519 quan per primera vegada van contactar amb els espanyols, dirigits per Alonso Álvarez de Pineda, qui va explorar la costa. El governador Francisco de Garay de Jamaica havia encarregat Pineda explorar la costa del Golf de Florida i Veracruz. En 1528, una de les dues naus que pertanyien a l'expedició de Pánfilo de Narváez quedà encallat en l'illa de Galveston, i els supervivents, entre ells Álvaro Núñez Cabeza de Vaca, van ser atesos per la tribu capoques dels karankawes.
El francès Cavelier de La Salle en el segle xvii contactà amb alguns pobles, i alguns frares espanyols descriviren llurs cerimònies el 1768. En 1793, alguns dels karankawa es van convertir al cristianisme i van viure en la missió de la Nuestra Señora del Refugio, construïda en 1791 en la desembocadura del riu. Els karankawes tradicionals van ser absorbits pels apatxes.

### Història posterior
Stephen F. Austin va fundar un assentament al seu territori en 1823. Els colons freqüentment lluitaven contra els karankawa. La tribu va lluitar del costat de Mèxic en la Guerra d'Independència de Texas. En aquesta guerra, el cap karankawa, José María, i la majoria dels seus 20 guerrers van ser morts. En 1858 Juan Nepomuceno Cortina atacà i matà un grup de karankawes.
El 7 de setembre de 2009, El periòdic New Herald va realitzar un article informant que Enrique González, de 65 anys, un ancià de Brownsville, Texas, afirmava que era l'últim descendent dels karankawa. Es deia descendent d'un grup de la tribu que es va retirar a una zona aïllada anomenada El Gato, al sud del que avui és El Álamo i Donna. Va dir que el seu avi matern i la seva àvia paterna eren karankawes purs. Experts van dir que era poc probable que fos karankawa, encara que podria ser d'ascendència indígena.

## Aparença
Els karankawa tenien el costum de tatuar-se, per la qual cosa la seva aparença era semblant a les actuals ètnies del Brasil. Van produir una forta impressió en els europeus que van escriure les trobades. Els homes eren sorprenentment alts, descrits com d'entre sis i set peus (180 a 213 cm). A més de les seves pintures corporals portaven adorns de petxina. Molts greixaven els seus cossos amb oli de fetge de tauró per protegir-se dels mosquits i altres insectes que picaven. Els homes es travessaven cada mugró, així com el llavi inferior de la boca, amb petits trossos de caneaax.
Els homes portaven el pèl gruixut llarg fins a la cintura. Els karankawa practicaven també la deformació de crani.

## Cultura
Els pobles indígenes que vivien al llarg de la costa de Texas des de l'illa de Galveston fins al sud, més enllà de Corpus Christi (Texas), es van adaptar bé a la pesca i la caça. Les badies, llacunes i pantans al llarg de la costa de Texas, van ser llocs de caça i terrenys de collita. Els homes es ficaven en les aigües poc profundes de les badies amb llances, arcs i fletxes, per pescar. Els homes majors, dones i nens recollien de la costa pedra, crancs, ostres, musclos, tortugues de mar, i altres crustacis comestibles. També menjaven cérvols i tortugues.
Ells viatjaven per les badies costaneres, menjant ostres, cloïsses, mariscs, tambor negre, gallineta, i peix. Durant els mesos d'estiu, les ostres, les cloïsses i altres mariscs no eren segurs per al consum i hi havia poc peix. Durant aquest període, les bandes tribals podien migrar cap a l'interior, tractant d'escapar dels danys de l'estiu; les tempestes tropicals i els huracans va ser una altra de les raons per a la seva migració. Comptes històrics parlen de Karankawes en terra endins fins al comtat de Colorado a Eagle Lake, prop de 100 milles (160 km) de la costa. No hi ha evidència comprovable d'haver fet campaments permanents allí.
Van construir barraques rodones cobertes de palla a l'interior, però en la costa construïen fusta de salze i pells d'animals per fer cabanyes de platja suportades per troncs o wikiups. Algunes de les campanyes espanyoles tenen evidència de poblacions de diversos centenars d'habitants. Els karankawes feien monticles en els seus llogarets de cloïsses per emmagatzemar-los. Les seves eines de caça més preuades eren l'arc llarg, de més d'1 metre de llarg, i les fletxes, amb eixos de fins a tres metres perquè sigui més fàcil de detectar i recuperar a partir de les aigües poc profundes. Excavacions arqueològiques van trobar evidència de restes rebutjades de cérvol i búfal. Els karankawa també van collir una gran varietat d'arrels locals, baies i nous. Ells usaven les fulles d'Ilex vomitoria i Yaupon holly per preparar la copa negra de les cerimònies. Els homes bevien en quantitat i eren afectats pels efectes psicoactius de la seva cafeïna.
Un aspecte molt inusual de la cultura karankawa era la seva distinció a tenir tres rols de gènere: el masculí, el femení i un tercer paper assumit per alguns homes. Els homes que participaven en aquesta tercera funció es diuen berdache, i en general assumien les funcions i activitats de les dones en la vida diària, mentre que jugaven un paper especial en els ritus religiosos. Segons algunes versions, els berdache eren parelles sexuals passives dels altres homes.
Segons algunes fonts, els karankawa practicaven canibalisme ritual, igual que altres tribus de la costa de Texas i Louisiana. En 1768, un sacerdot espanyol va escriure un relat de les cerimònies rituals karankawa. Ell va retratar als karankawa com que creien que el consum de la carn del captiu transferiria el poder i la força als qui la consumeixen. Els nadius lligaven al presoner en una estaca. Mentre ballen al seu al voltant, tallaven un tros de carn i el rostien davant de la víctima en una fogata preparada. Llavors la devoraven.
No obstant això, Álvar Núñez Cabeza de Vaca, un conquistador espanyol que va viure entre els karankawa durant diversos anys en la dècada de 1530 no va fer esment de canibalisme. Per contra, Cabeza de Vaca va reconèixer que ell i els seus companys conqueridors espanyols van cometre actes de canibalisme dels seus propis morts per mantenir-se amb vida després del naufragi en la Badia de Galveston. Els karankawa (o possiblement els atakapes) es van sorprendre amb el canibalisme espanyol, la qual cosa els resultava repugnant. La majoria del canibalisme descrit va ser pres de segona o tercera mà, per la qual raó molts dels declarants no ho van veure per si mateixos.
Alguns autors recents han suggerit que els karankawa els van confondre amb les tribus atakapes (Atakapan o Attakapan) de la costa del Golf, les terres dels quals s'estenien des de la badia de Galveston fins a Bayou Teche i badia de Vermilion, a Louisiana. Els atakapa eren coneguts per llurs tatuatges al cos i el canibalisme almenys en algunes sub-tribus.